# Liste des sites de l'ordre dominicain
Des monastères et d'autres sites liés à l'ordre dominicain se trouvent dans de nombreux pays à travers le monde. Cette liste incomplète est classée géographiquement en utilisant les frontières contemporaines des pays, qui diffèrent souvent de l'ordre historique, et dans la mesure du possible, l'ordre chronologique de l'affiliation dominicaine dans chaque pays. Les dates d'affiliation à l'ordre sont indiquées entre parenthèses.

## Europe

### Allemagne
- Île des dominicains sur le Lac de Constance (1220-1785)
- Couvent dominicain de Cologne (de) (1221-1802)
- Église Sainte-Catherine d'Halberstadt (de) (1224-c.1800)
- Couvent dominicain de Magdebourg (de) (1224-1561)
- Couvent dominicain de Trèves (de) (c.1225-1802)
- Couvent dominicain de Worms et l'église Saint-Paul de Worms (1227-1797)
- Abbaye du château de Lübeck (de) et l'église Sainte-Marie-Madeleine de Lübeck (de) (1229-1806)
- Predigerkirche in Erfurt (1229-1588)
- Église Saint-Blaise de Ratisbonne (1229-1806)
- Couvent dominicain de Coblence (de) (c.1230-1802)
- Couvent dominicain de Soest (de) (c.1230-1812)
- Couvent dominicain Saint-Paul de Leipzig (de) and Paulinerkirche à Leipzig (1231-1544)
- Église Saint-Paul d'Esslingen am Neckar (de)  (1233-1532)
- Monastère dominicain in Francfort-sur-le-Main (1233-1803)
- Église Saint-Paul de Hildesheim (de) (1233-1546)
- Couvent dominicain à Ratisbonne (depuis 1233)
- Couvent dominicain de Nuremberg (de) (1234-1525)
- Abbaye d'Altenhohenau (de) à Griesstätt (1235-1822), maintenant Église Saints-Pierre-et-Paul d'Altenhohenau (de)
- Abbaye Sainte-Catherine de Trèves (de) (1235-1802)
- Couvent dominicain de Fribourg-en-Brisgau (de) (c.1235-1794)
- Couvent dominicain Saint-Jean de Hambourg (de) (1236-1529 et depuis 1962)
- Abbaye Saint-Paul de Minden (de) (1236-1736)
- Monastère de Kirchberg à Sulz am Neckar (1237-1865)
- Abbaye de Cronschwitz (de) à Wünschendorf-sur-Elster (1238-1544)
- Abbaye de Gotteszell (de) à Schwäbisch Gmünd (1240-1803)
- Couvent de Schwarzhofen (c.1240-1285 and 1691–1802)
- Couvent Sainte-Catherine d'Augsbourg (1243-1802), maintenant Galerie d'État des maîtres anciens allemands (de)
- Abbaye de Lambrecht (1244-1553)
- Couvent de Mödingen (1246-1802)
- Abbaye d'Engelthal (de) dans l'arrondissement du Pays-de-Nuremberg (1248-1565)
- Abbaye de Löwental (de) à Friedrichshafen (1250-1806)
- Couvent des Dominicaines de Pforzheim (de)  (c.1250-1564)
- Abbaye Sainte-Catherine (de) et Église Sainte-Catherine (de) à Stralsund (1250s-1525)
- Abbaye de Reuthin (de) à Wildberg (1252-1535)
- Monastère Saint-Catherine à Brême (1253-1528)
- Couvent des Dominicains de Greifswald (1254-1566)
- Abbaye Saint-Jean de Rostock (de) (1256-1534)
- Abbaye Sainte-Gertrude de Cologne (de) à Cologne (1257-1802)
- Ancien cloître dominicain de Mayence (1257-1789)
- Abbaye d'Habsthal (de) à Ostrach (1259-1840)
- Abbaye de Sießen (de) à Bad Saulgau (1260-1860)
- Église Saint-Louis de Spire (de) (1262-1802)
- Couvent de Maria Engelport près de Treis-Karden (1262-1272)
- Abbaye d'Obermedlingen (de) à Medlingen (1263-1555 et 1651–1804)
- Église des Dominicains de Bad Wimpfen (de) (1264-1818)
- Abbaye de Norden (de) en Frise orientale (1264-1527)
- Église des Augustins de Wurtzbourg (1266-1813)
- Abbaye de Frauenaurach (de) à Erlangen (1267-1549)
- Église des prêcheurs de Rottweil (de) (1268-1803)
- Couvent dominicain de Mergentheim (de) à Bad Mergentheim (c.1270-1805)
- Couvent des Dominicains d'Eichstätt (de) (1271-1806)
- Couvent dominicain de Landshut (de) (1271-1802)
- Abbaye de Neudingen (de) à Donaueschingen (1274-1559)
- Couvent dominicain de Prenzlau (de) (1275-1545)
- Abbaye de Stetten (de) à Hechingen (1278-1802)
- Maria Himmelskron à Worms (1278-1570)
- Abbaye d'Ennetach (de) in Mengen (1280-1826)
- Couvent dominicain à Osnabrück (1283-1803), maintenant Kunsthalle Osnabrück
- Église Sainte-Marie-des-Vignes de Warburg (de) (1283-1803)
- Abbaye de Lauffen (1285-1466)
- Couvent dominicain de Röbel (de) à Röbel/Müritz (1285-1540s)
- Abbaye Saint-Paul de Brandebourg-sur-la-Havel (de) (1286-1560)
- Église du collège d'Iéna (de) (1286-1548)
- Église de l'université de Marbourg (1291-1526)
- Église de l'Assomption de Wesel (de) (1291-1807)
- Couvent dominicain de Wismar (de) (1293-1562)
- Couvent dominicain d'Aix-la-Chapelle (de)  et Église Saint-Paul d'Aix-la-Chapelle (de) (1294-1802)
- Église Saints-Pierre-et-Paul à Göttingen (1294-1529)
- Abbaye de Blankenburg (de) à Oldenbourg (1294-1577)
- Abbaye d'Engelthal (de) à Dornstetten (1295-1588)
- Église Sainte-Catherine à Nuremberg (1295-1596)
- Couvent dominicain de Cölln (de) à Berlin (c.1297-1536)
- Église de l'abbaye de Pirna (de) (depuis c.1300)
- Couvent dominicain de Bamberg (de) (1310-1806)
- Abbaye Sainte-Madeleine de Spire (de) (1304-1802)
- Église des Dominicains d'Augsbourg (de) (1312-1802)
- Abbaye de Zoffingen (de) à Constance (since 1318)
- Église du prévôt à Dortmund (1330-1816)
- Couvent des Dominicaines Sainte-Ursule d'Augsbourg (de) (1335-1803 et depuis 1828)
- Église protestante de Treysa (de) (1350-1526)
- Couvent dominicain du Saint-Sépulcre (de) à Bamberg (1365-1806 et depuis 1926)
- Monastère de Liebenau près de Worms (1430-1565)
- Église de l'hôpital de Stuttgart (de) (1471-16e siècle)
- Chapelle de Klausen (de) à Meschede (1473-1820)
- Abbaye de Galiläa (de) à Meschede (1483-1810)
- Église Saint-Joseph de Gronau (de) (1680-1815)
- Abbaye d'Adelhausen (de) à Fribourg-en-Brisgau (1687-1867), formed by merger of several earlier Dominican houses, now Église de l'Annonciation-et-Sainte-Catherine d'Adelhausen (de)
- Église des Dominicains de Münster (de) (1708-1811)
- Abbaye de Wörishofen (de) à Bad Wörishofen (1718-1802 et depuis 1842)
- Église du Sauveur d'Heidelberg (de) à Heidelberg (1720-1802)
- Couvent des Dominicaines de Fremdingen (de) (1737-1802 et depuis 1828)
- Abbaye de Landsberg am Lech (de) (depuis 1845)
- Abbaye de Niederviehbach (de) (depuis 1847)
- Abbaye de Wettenhausen à Kammeltal (depuis 1864)
- Ancien monastère dominicain (Düsseldorf) (de) à Düsseldorf (1867-1973)
- Abbaye de Dießen (de) à Dießen am Ammersee (1867-1917)
- Abbaye d'Arenberg (de) à Coblence (since 1868)
- Église Saint-Paul de Berlin-Moabit (depuis 1869)
- Abbaye de Polling à Polling (depuis 1892)
- Abbaye de Lohhof (de) à Mindelheim (1902-2001)
- Collège Saint-Thomas des Dominicains (de) à Vechta (depuis 1902)
- Abbaye de Schlehdorf à Schlehdorf (depuis 1904)
- Abbaye de Strahlfeld (de) à Roding (depuis 1917)
- Abbaye de Volkersberg (de) à Bad Brückenau (1921-1955)
- Couvent dominicain Saint-Albert de Walberberg (de) à Bornheim-Walberberg (1925-2007)
- Couvent Saint-Albert à Leipzig (depuis 1931)
- Abbaye Sainte-Croix d'Augsbourg (de) (depuis 1936)
- Église Saint-André de Cologne (depuis 1947) ; lieu de sépulture d'Albert le Grand
- Église des Théatins à Munich (depuis 1954)
- Église Saint-Albert-le-Grand de Brunswick (depuis 1958)
- Couvent des Dominicaines de Neustadt am Main (de) (depuis 1961)
- Commende de Lage (de) à Rieste (1999-2020)
- Institut M.-Dominique Chenu (de) à Berlin (depuis 2000)
- Église Saint-Martin de Fribourg-en-Brisgau (de) (depuis 2009)

### Autriche
- Église Saint-Nicolas de Friesach (de) (depuis 1217)
- Couvent des Dominicaines de Lienz (de) (depuis 1218)
- Abbaye des Dominicains à Wiener Neustadt (1227-1444), plus tard Abbaye de Neukloster
- Église des Dominicains de Krems (de) à Krems an der Donau (1236-1786)
- Couvent des Dominicains de Vienne et église dominicaine à Vienne (depuis 1237)
- St. Peter an der Sperr à Wiener Neustadt (c.1240s-1544)
- Église Saint-André de Graz (de) (c.1270-1783)
- Couvent Saint-Pierre de Bludenz (depuis 1286, avec interruptions)
- Église paroissiale à Graz (XIVe siècle-1585)
- Abbaye de Thalbach (de) à Brégence (1436-1782)
- Dominican Friary à Steyr (1472-1865), maintenant Église Sainte-Marie de Steyr
- Couvent des Dominicaines (de) à Feldkirch (depuis 1551)
- Couvent des Dominicains de Münzbach (de) (1661-1784)
- Couvent des Dominicaines (de) à Windhaag bei Perg (1664-1782), maintenant Église abbatiale de Windhaag (de)
- Couvent des Dominicaines à Vienne (depuis 1870)
- Abbaye de Marienberg (de) à Brégence (depuis 1904)
- Abbaye d'Hilariberg (de) à Kramsach (1971-2010)

### Belgique
- Couvent des dominicains de Gand in Gand (1220-1796)
- Dominican friary à Bruges (1234-1796)
- Église Saint-Paul d'Anvers (1276-1802, with interruption 1578–1584)
- Église Saint-Dominique de Bruxelles à Bruxelles (since 1901)
- Abbaye du Saulchoir à Tournai (1904-1939), maintenant Centre d'études du Saulchoir école théologique

### Bosnie Herzégovine
- Mosquée Fethija à Bihać (1266-1592)

### Croatie
- Abbaye dominicaine de Dubrovnik (hr) (1225-19th century?)
- Église Saint-Pierre (de)  à Stari Grad, Hvar (1479-1571)

### Danemark
- Prieuré dominicain de Viborg (1227-1529)
- Prieuré Sainte-Catherine de Ribe (1228-1536)
- Prieuré Notre-Dame d'Aarhus (vers 1230-1536)
- Prieuré Sainte-Catherine de Roskilde (1231-1537)
- Prieuré Sainte-Agnès à Roskilde (1264-1527)
- Prieuré de Holbæk à Holbæk (1275-1535)
- Prieuré Sainte-Agnès à Gavnø (1398-1536)

### Espagne
- Couvent de San Domingos de Bonaval à Saint-Jacques-de-Compostelle (années 1220-1830)
- Couvent de Santo Domingo à Valence (1239-1835)
- Couvent dominicain de Saragosse (1250-19e siècle)
- Couvent de Saint Dominique à Gérone (1253-1827)
- Convento de San Esteban, Salamanque à Salamanque (depuis environ 1255)
- Iglesia de San Pablo à Valladolid (depuis 1270)
- Couvent dominicain de Pontevedra (1282-1836), aujourd'hui Ruines de San Domingos
- Monastère de Santo Domingo el Real à Tolède (depuis 1364)
- Nuestra Señora de la Soterraña à Santa María la Real de Nieva (1399-1835)
- Couvent de San Pedro Mártir à Tolède (depuis 1407)
- Couvent de las Dueñas à Salamanque (depuis 1419)
- Real Monasterio de Santo Tomás à Ávila (depuis 1482)
- Collège de San Gregorio à Valladolid (1487-1820)
- Couvent de la Madre de Dios à Tolède (fin XVe – XIXe siècle)
- Abbaye Saint-Dominique de Talavera de la Reina (es) (XVIe siècle ?-années 1830)
- Église Notre-Dame-du-Rosaire de Pollença (de), Majorque (XVIe – XIXe siècles)
- Couvent de Santo Tomás à Madrid (1563-1835)
- Sanctuaire Notre-Dame-de-Las-Caldas (es) à Los Corrales de Buelna (1605-1835 et depuis 1877)
- Abbaye de San Blas (es) à Lerma (depuis 1613)
- Sanctuaire Notre-Dame-du-Rocher-de-France d'El Cabaco à Peña de Francia (depuis 1900)
- Couvent de l'Ascension de Calatrava (es) à Almagro, Ciudad Real (depuis 1903)
- Monastère de la Mère de Dieu à Olmedo (depuis les années 1950)

### Estonie
- Monastère Sainte-Catherine de Tallinn (1246-1524)

### France
- Monastère Notre-Dame-de-Prouille dans l'Aude (1206 ou 1207-1793 et depuis 1856)
- Église Notre-Dame-de-Recouvrance à Angers (1216-1790)
- Couvent des Jacobins de la rue Saint-Jacques à Paris (1218-1790)
- Couvent dominicain de Strasbourg (1224-1531), aujourd'hui Temple Neuf
- Couvent des Prêcheurs à Aix-en-Provence (1226-1790)
- Ensemble conventuel des Jacobins et église des Jacobins à Toulouse (1229-1791) ; lieu de sépulture de Thomas d'Aquin
- Couvent des Jacobins à Nantes (vers 1230-1790)
- Couvent des Unterlinden à Colmar (1232-1790), aujourd'hui Musée Unterlinden
- Église Saint-Paul à Valenciennes (1233-1790)
- Église Notre-Dame-de-Confort à Lyon (1235-1790)
- Couvent dominicain (de) à Avignon (1241-1790)
- Couvent des Jacobins à Auxerre (1245-1790)
- Couvent des Jacobins à Reims (1245-1790)
- Couvent des Dominicaines de Sylo à Sélestat (1245-1792)
- Couvent des Frères Prêcheurs à Perpignan (vers 1245-1793)
- Église des Jacobins d'Agen à Agen (1249-1790)
- Couvent des Dominicaines de Sylo (de) près de Ribeauvillé (1250-1790)
- Couvent des Dominicains à Colmar (1277-1790)
- Couvent des Jacobins à Saint-Sever (1280-1790)
- Couvent des Dominicains à Aix-en-Provence (1290-1790)
- Couvent des Dominicains à Collioure (1290-1790)
- Couvent des Jacobins à Saintes (1292-1790)
- Basilique Sainte-Marie-Madeleine à Saint-Maximin-la-Sainte-Baume (1295-1790)
- Couvent des Dominicaines de l'Isle à Pont-l'Évêque, Calvados (XIIIe siècle?-1790)
- Couvent des Dominicains à Carpentras (1312-1790)
- Couvent des Frères Prêcheurs à Belvès (1321-1790)
- Couvent des Jacobins à Rennes (1367-1793)
- Couvent cistercien de Schoenensteinbach à Wittenheim (1397-1790)
- Couvent dominicain d'Auch (XVe siècle ?-1790), aujourd'hui musée des Jacobins
- Couvent des Jacobins à Laval (1487-1790)
- Église Saint-Cannat à Marseille (1526-1790)
- Église Saint-Dominique à Vieux-Thann (1534-1790)
- Couvent des Jacobins de la rue Saint-Honoré à Paris (1611-1790)
- Noviciat dominicain de la rue Saint-Dominique à Paris (1631-1790), aujourd'hui église Saint-Thomas-d'Aquin
- Église Notre-Dame à Bordeaux (1684-1790)
- Chapelle des Dominicains à Viviers, Ardèche (1734-1790)
- Abbaye de Flavigny à Flavigny-sur-Ozerain (depuis les années 1840)
- Monastère de Chalais près de Voreppe (1844-1887 et depuis 1963)
- Couvent Saint-Jacques à Paris (depuis 1849), siège de l'école de théologie du Saulchoir depuis 1971
- Couvent à Corbara, Haute-Corse (1856-1992, avec interruption 1903–1927)
- Sœurs Dominicaines du Rosaire Perpétuel à Calais (depuis 1880)
- Église Saint-François-de-Paule à Nice (depuis 1939)
- Couvent Sainte-Marie de La Tourette à Éveux près de Lyon (depuis 1943)
- Monastère à Bouvines (1945-2003)
- Couvent des Dominicains à Lille (depuis 1952)
- Abbaye Notre-Dame de Boscodon à Crots (depuis 1972)
- Couvent des Dominicains (de) à Salernes (depuis 1980)
- Prieuré de la Haie-aux-Bonshommes à Avrillé, Maine-et-Loire (depuis 1982)

### Grèce
- Église Saint-Nicolas de La Canée (c.1320-1645)

### Hongrie
- Abbaye de Vérteskeresztúr à Vértes (1478-16e siècle)
- Église Saint-Jude (Sopron) (de) à Sopron (1719-1780s)

### Irlande
- Abbaye noire de Kilkenny (1225-1558, années 1640, fin des années 1680 et depuis 1776)
- Abbaye d'Athenry à Athenry (1241-1574)
- Abbaye Saint-Dominique de Cashel, comté de Tipperary (1243-1540 et XVIIIe – XIXe siècles)
- Abbaye de Strade dans le comté de Mayo (1252-1578 et XVIIIe siècle)
- Abbaye de Roscommon à Roscommon (1253-1570)
- Abbaye de Sligo à Sligo (1253-1913, avec des interruptions)
- Prieuré d'Athy à Athy (vers 1253-1539 et 1622-19e siècle)
- Abbaye du Nord à Youghal (1268-16e siècle)
- Rathfran Friary dans le comté de Mayo (1274-1577)
- Abbaye de Carlingford à Carlingford, comté de Louth (vers 1305-1540)
- Abbaye d'Aghaboe dans le comté de Laois (1382-1540)
- Abbaye de Portumna à Portumna (1426-1698)
- Burrishoole Friary dans le comté de Mayo (1470-16e siècle)
- Kloster Cloonameehan (de) dans le comté de Sligo (1488-1584)
- Couvent de Ballindoon dans le comté de Sligo (1507-vers 1585)
- Castlelyons Friary dans le comté de Cork (1683-1760)
- Collège dominicain Sion Hill à Blackrock, Dublin (depuis 1836)
- Newbridge College à Newbridge, comté de Kildare (depuis 1852)
- Prieuré de la Vraie Croix à Arklow, comté de Wicklow (terre concédée par Henri II en 1264 et fondée par Theobald FitzWalter ou Theobald le Botiller, dissoute en 1539) (également connue sous le nom d'Abbaye de la Sainte Croix, Abbaye d'Arklow ou Frère d'Arklow)
- Prieuré Sainte-Marie, Tallaght, Dublin, créé en 1855.
- Prieuré Saint-Sauveur, Dublin, consacré en 1861.

### Italie
- Basilique San Sisto Vecchio à Rome (depuis 1218)
- Basilique San Domenico de Bologne (depuis 1219), lieu de sépulture de saint Dominique
- Église de Santa Sabina à Rome (depuis 1220), église mère de l'ordre
- Basilique Santa Maria Novella à Florence (depuis 1221)
- Basilique de San Domenico à Sienne (depuis 1226)
- Ermitage de Santa Caterina del Sasso à Leggiuno (depuis 1230)
- Église San Domenico Maggiore à Naples (depuis 1231, avec des interruptions du XIXe siècle)
- Santi Giovanni et Paolo à Venise (1234-1807)
- Abbaye de Maria Steinach (de) à Lagundo (1243-1782)
- Église Saint-Dominique de Faenza (it) (XIIIe siècle-2008)
- Église de San Giacomo Apostolo à Forlì (XIIIe siècle-1867)
- Monastère Matris Domini à Bergame (depuis 1258)
- Église des Dominicains de Bolzano (depuis les années 1260)
- Basilique de la Minerve à Rome (depuis 1275, avec des interruptions dans les années 1810 et 1870) et à proximité Palais San Macuto, construit en 1641 ; lieu de sépulture de Catherine de Sienne et de Fra Angelico
- Église de Sant'Anastasia à Vérone (depuis 1280)
- Église de San Domenico à Palerme (depuis environ 1280)
- Église Saint-Dominique de Chioggia (it) (1287-1806)
- Couvent du Corpus Domini à Venise (1394-1810)
- Couvent de San Domenico in Fiesole (depuis 1406)
- Couvent de San Marco à Florence (1437-2014, avec des interruptions du XIXe siècle), aujourd'hui Musée national San Marco
- Église Santa Maria di Castello de Gênes (1441-2015)
- Couvent de Santa Maria delle Grazie à Milan (depuis 1463)
- Sanctuaire de la Vierge de Taburnus à Bucciano (depuis 1498)
- Église de Santa Maria della Pietà à Palerme (depuis 1526)
- Église Santi Domenico e Sisto à Rome (depuis 1569) ; le couvent adjacent abrite l'Université pontificale Saint-Thomas-d'Aquin depuis 1928
- Basilique Santa Maria della Sanità à Naples (depuis 1577)
- Église de la Très-Sainte-Trinité-des-Espagnols de Rome (depuis 1880)

### Lettonie
- Basilique de l'Assomption à Aglona (depuis 1699, avec des interruptions)

### Lituanie
- Église dominicaine du Saint-Esprit à Vilnius (1501-1807)
- Église Saint-Philippe et Saint-Jacob à Vilnius (1624-1812, 1920-1948 et depuis 1992)

### Luxembourg
- Abbaye de Marienthal (13e siècle-1783)

### Malte
- Basilique Saint-Dominique de La Valette (depuis 1571)
- Église Notre-Dame de Pompéi à Victoria, Gozo (depuis 1889)

### Pays-Bas
- Grote de Jacobijnerkerk à Leeuwarden (1245-1570)
- Kloosterkerk à La Haye (1397-1574)

### Pologne
- Basilique de la Sainte-Trinité de Cracovie (depuis 1223) ; lieu de sépulture de Hyacinthe de Pologne
- Église dominicaine et couvent de Saint-Jacques à Sandomierz (depuis 1226, avec des interruptions)
- Église Saint-Adalbert de Wrocław (1226-1810)
- Abbaye des dominicains (de) et Église Saint-Nicolas de Gdańsk (pl) (1227-1834 et depuis 1945)
- Abbaye des Dominicains de Kamień Pomorski (de) (1227-1540)
- Abbaye des Dominicains de Chełmno (pl) (1238-1829)
- Abbaye des Dominicains d'Elbląg (pl) (1239-1542)
- Abbaye des Dominicains de Toruń (pl) (1263-1820)
- Église Sainte-Hyacinthe de Słupsk (pl) (depuis 1278)
- Église Sainte-Catherine de Wrocław (pl) (1295-1810)
- Abbaye des Dominicains de Nörenberg (de) à Ińsko (vers 1308-1535)
- Église Saint-Gilles à Cracovie (depuis le XVe siècle ?)
- Église Saint-Hyacinthe de Varsovie (depuis 1603)
- Église des Dominicaines de Cracovie (pl) (depuis 1627)
- Sanctuaire Notre-Dame de Dzików à Tarnobrzeg (depuis 1677)
- Couvent des Sœurs Dominicaines à Tarnobrzeg (depuis 1861)

### Portugal
- Monastère de Batalha à Batalha (1385-1834)
- Cathédrale de Vila Real à Vila Real (1425-1834)
- Igreja de São Gonçalo à Amarante (depuis 1540)

### Roumanie
- Église du monastère de Sighișoara (1289-1888)

### Russie
- Kloster Gerdauen (de) à Zheleznodorozhny, Kaliningrad Oblast (1407-1567)
- Church of St. Catherine à Saint-Pétersbourg (1815-1892)

### Slovaquie
- Église de l'Assomption de la Vierge Marie à Košice (vers 1290-1780)
- Abbaye de Michelstetten (sl) à Kranj (1248-1782)

### Suède
- Abbaye des Dominicains de Lund (sv) (1221-1520s)
- Église Saint-Nicolas de Visby (sv) (1228-1525)
- Église Sainte-Marie à Sigtuna (1237-1527)
- Abbaye d'Åhus (de) (1243-16e siècle)
- Abbaye de Västerås (sv) (1244-1527)
- Abbaye Sainte-Catherine d'Halmstad (sv) (v.1260-1531)
- Abbaye de Skänninge (1272-1544)
- Prieuré Saint-Jean à Kalmar (1299-1505)
- Abbaye des Dominicains à Stockholm (1336-1547)

### Suisse
- Abbaye de Steinen (de) à Bâle (c.1230-16th century)
- Abbaye des Dominicains et Église des Dominicains à Zurich (c.1231-1524)
- Couvent de Töss à Winterthour (1233-16e siècle)
- Église des Dominicains de Bâle (de) (1233-1529)
- Abbaye Sainte-Catherine de Diessenhofen (de) (1245-1869)
- Abbaye de Weesen à Weesen (depuis 1256)
- Église française de Berne (1269-1534)
- Abbaye Sainte-Ursule d'Aarau (de) (1270-1528)
- Couvent dominicain à Bâle (1274-1557), maintenant Musée Kleines Klingental (de)
- Couvent d'Oetenbach à Zurich (1286-1525)
- Abbaye des Dominicains Saint-Nicolas de Coire (de) (1288-1539)
- Monastère des dominicaines d'Estavayer à Estavayer-le-Lac (depuis 1316)
- Abbaye Saint-Catherine de Saint-Gall (de) (1368-1594)
- Couvent de Cazis (depuis 1647)
- Couvent dominicain à Ilanz (depuis 1894)

### République tchèque
- Abbaye des Dominicains de Znaïm (de) (depuis c.1230s, avec interruptions)
- Monastère dominicain à České Budějovice (1260s-1785)
- Monastère Sainte-Catherine à Olomouc (1287-1782)
- Abbbaye des Dominicains de Tachov (cs) (1331-17e siècle)

### Turquie
- Mosquée Arap à Istanbul (1325-1475)

### Ukraine
- Église dominicaine de Lviv (1234-1946).
- Ancienne cathédrale Sainte-Sophie de Kiev (XVIIe siècle).
- Monastère dominicain de Vinnytsia.
- Cathédrale de l'Immaculée Conception de la Bienheureuse Vierge Marie à Ternopil (XVIIIe siècle et depuis 1903, avec des interruptions).
- Institut supérieur des sciences religieuses de Saint-Thomas d'Aquin à Kiev (depuis 1992).

### Royaume-Uni

#### Angleterre
- Blackfriars à Oxford (1221-1530 et depuis 1921)
- Prieuré de Holborn à Londres (1220-1310)
- Blackfriars à Derby (vers 1230-1539)
- Blackfriars à Cambridge (1238-1538 et depuis 1938)
- Frères noirs à Gloucester (1239-1539)
- Frères noirs à Newcastle upon Tyne (1239-1536)
- Beverley Friary à Beverley (vers 1240?-1539)
- Couvent dominicain de Chester à Chester (XIIIe siècle-années 1530)
- Blackfriars à Exeter (XIIIe siècle-1538)
- Couvent à Ilchester (XIIIe siècle-1538)
- Blackfriars, Thetford à Norfolk (XIIIe siècle-années 1530), aujourd'hui Thetford Grammar School
- Couvent dominicain de Winchester (XIIIe siècle-années 1530)
- Couvent dominicain à York (XIIIe siècle-années 1530)
- Couvent de Dunstable à Dunstable (1259-1539)
- Frères noirs à Ipswich (1263-1538)
- Couvent noir de Guildford (1272-1538)
- Frères noirs à Leicester (1284-1538)
- St. Andrew's and Blackfriars 'Hall à Norwich (1307-1530)
- Prieuré de Kings Langley (1308-1535 et 1557-1558)
- Blackfriars et St Ann Blackfriars à Londres (vers 1317-1538)
- Prieuré de Melcombe à Melcombe Regis (1418-1538)
- Église du prieuré St Dominic à Londres (depuis 1861)
- Église Saint-Dominique, Newcastle, (1863–2016) [1]
- Prieuré Holy Cross à Leicester (depuis 1882)
- Prieuré de Hawkesyard, Staffordshire (1896–1988)
- L'abbaye de Storrington (depuis 1953)
- Église St Cuthbert à Durham (2012-2016)

#### Écosse
- Frères noirs à Stirling (1233-1559)
- Blackfriars à Perth (1240-1569)
- Blackfriars à Montrose, Angus (13e siècle-1571)
- Blackfriars à Wigtown (vers 1280-1560)
- Blackfriars à St Andrews (XVe siècle-1559)
- Église catholique St Columba, Glasgow (2005-2016)
- Aumônerie catholique de St Albert, Édimbourg (depuis 1931)[2]

#### Irlande du Nord
- Collège dominicain de Portstewart (depuis 1917)
- Collège dominicain, Fortwilliam à Belfast (depuis 1930)

## Afrique, Asie et Océanie

### Australie
- St Mary's College à Adélaïde, Australie du Sud (depuis 1869)
- St Dominic's Priory College à North Adelaide, Australie du Sud (depuis 1884)
- Cabra Dominican College à Cumberland Park, Australie du Sud (depuis 1886)
- École dominicaine de Semaphore, Australie du Sud (depuis 1899)
- Siena College à Camberwell, Victoria (depuis 1940)
- Blackfriars Priory School à Prospect, Australie du Sud (depuis 1953)

### Chine
- Cathédrale Saint-Dominique de Fuzhou (1864-1911)

#### Taïwan
- École de la bienheureuse Imelda à Taipei (depuis 1916)
- École internationale dominicaine de Taipei (depuis 1957)

### République démocratique du Congo
- Université de l'Uélé in Isiro (depuis 1998)

### Égypte
- Institut dominicain d'études orientales du Caire (depuis 1953)

### Iran
- Église Notre-Dame du Rosaire à La Nouvelle-Djolfa, Ispahan (1681-18e siècle)
- Église Saint-Abraham de Téhéran (depuis 1966)

### Irak
- Église Notre-Dame de l'Heure à Mossoul (1866-2014)

### Israël
- École biblique de Jérusalem (depuis 1890)
- Basilique Saint-Étienne de Jérusalem (depuis 1900)

### Nouvelle-Zélande
- Collège catholique St Dominic à Auckland (depuis 1952)
- Collège St Dominic à Whanganui (depuis 1994)

### Pakistan
- Monastère des Anges à Karachi (depuis 1959)

### Philippines
- Église Manaoag à Manaoag (depuis 1605)
- Église Santa Catalina de Siena à Bambang, Nueva Vizcaya (depuis 1609)
- Collège dominicain de Manille (depuis 1611), depuis 1645 Université de Santo Tomas
- Colegio de San Juan de Letran à Intramuros, Manille (depuis 1620)
- Église paroissiale Saints Pierre et Paul de Calasiao (depuis 1621)
- Santa Catalina College à Manille (depuis 1696), à l'origine à Intramuros et depuis 1951 à Sampaloc
- Université Holy Trinity à Puerto Princesa (depuis 1940)
- Saint Michael Academy à Catarman, Northern Samar (depuis 1946)
- Collège dominicain de Tarlac à Capas (depuis 1947)
- Collège San Pedro à Davao City (depuis 1956)
- Collège de Sienne de Taytay à Taytay, Rizal (depuis 1957)
- École dominicaine de Manille à Sampaloc, Manille (depuis 1958)
- Siena College of Quezon City à Quezon City (depuis 1959)
- Université de Santo Tomas – Legazpi à Legazpi, Albay (depuis 1965)
- Aquinas School à San Juan, Metro Manila (depuis 1965)
- UST Angelicum College à Quezon City (depuis 1972)
- Angelicum School Iloilo à Iloilo City (depuis 1978)
- Collège dominicain de Santa Rosa à Santa Rosa, Laguna (depuis 1993)

### Zimbabwe
- Dominicain Convent High School à Harare (depuis 1892)
- Chishawasha de St Dominique près de Harare (depuis 1898)
- École Emerald Hill à Harare (depuis 1914)
- Lycée St.John's à Emerald Hill, Harare (depuis 1925)
- École secondaire du couvent dominicain de Bulawayo (depuis 1956)

## Amériques

### Argentine
- Couvent de Santo Domingo à Buenos Aires (depuis 1606, avec interruption vers 1825-1835)
- Université Saint Thomas d'Aquin du Nord à San Miguel de Tucumán (depuis 1965)

### Canada
- Collège universitaire dominicain à Ottawa (depuis 1900)

### Colombie
- Colegio Jordán de Sajonia à Bogotá (depuis 1954)
- Colegio Lacordaire à Cali (depuis 1956)

### États-Unis
- Prieuré Sainte-Rose près de Springfield, Kentucky (depuis 1806)
- École dominicaine de philosophie et de théologie à Berkeley, Californie (depuis 1851)
- Église catholique St.Dominic à Washington, DC (depuis 1853)
- Lycée dominicain St.Mary's à la Nouvelle-Orléans (depuis 1860)
- Collège dominicain de Racine, Wisconsin (1864-1974)
- Église Saint-Vincent Ferrer à New York (depuis 1867)
- Église Saint-Dominique à San Francisco (depuis 1873)
- Église Saint Patrick à Columbus, Ohio (depuis 1885)
- Aquinas College à Grand Rapids, Michigan (depuis 1886)
- Université dominicaine de Californie à San Rafael, Californie (depuis 1890)
- Monastère Corpus Christi à New York (depuis 1891)
- Université dominicaine de River Forest, Illinois (depuis 1901)
- Maison d'études dominicaine à Washington, DC (depuis 1905)
- Académie Saint Agnes à Houston (depuis 1906)
- Église du Saint-Sacrement à Seattle (depuis 1908)
- Collège dominicain St.Mary's à la Nouvelle-Orléans (1910-1984)
- Université dominicaine de l'Ohio à Columbus, Ohio (depuis 1911)
- Chapelle bleue à Union City, New Jersey (depuis 1912)
- Providence College à Providence, Rhode Island (depuis 1917)
- Albertus Magnus College à New Haven, Connecticut (depuis 1925)
- Institut de théologie d'Aquin à Saint-Louis (depuis 1925)
- Edgewood College à Madison, Wisconsin (depuis 1927)
- Fenwick High School à Oak Park, Illinois (depuis 1929)
- St.Catharine College près de Springfield, Kentucky (1931-2016)
- Université Caldwell à Caldwell, New Jersey (depuis 1939)
- Barry University à Miami Shores, Floride (depuis 1940)
- Molloy College à Rockville Center, New York (depuis 1941)
- Collège dominicain à Orangeburg, New York (depuis 1952)
- Marian Catholic High School à Chicago Heights, Illinois (depuis 1955)
- Mount Saint Mary College à Newburgh, New York (depuis 1959)
- Bishop Lynch High School à Dallas (depuis 1963)
- Sœurs dominicaines du Cœur de Jésus à Lockport, Louisiane (depuis 1981)

### République dominicaine
- Église et abbaye des Dominicains de Saint-Domingue (es) (1510-1823), from 1538 Universidad Santo Tomás de Aquino
- Université Saint Thomas d'Aquin à Quito (1681-1826), aujourd'hui Université centrale de l'Équateur

### Guatemala
- Église Saint-Dominique de Guatemala (since 1776, with interruptions)

### Mexique
- Santo Domingo à Mexico (depuis 1526)
- Église de Santo Domingo et chapelle du Rosario à Puebla (depuis 1531)
- Cathédrale Porta Coeli à Mexico (1603-20e siècle)
- Église Saint-Dominique de San Cristóbal de Las Casas (es) (depuis 1547)

### Pérou
- Couvent de Santo Domingo à Lima (depuis les années 1530)
- Couvent de Santo Domingo à Cusco (depuis 1534)
- Monastère de Santa Catalina de Siena à Arequipa (depuis 1579)

### Ukraine
- Monastère des dominicains de Loutsk créé au XIVe siècle.
- ancien monastère dominicain de Bogoradtchany fondé en 1765.
- Couvent dominicain de Starokostiantyniv (uk).
- Monastère dominicain de Jovkva (uk).
- Monastère dominicain de Vinnytsia, 1630.
- Monastère du bois de la Croix de Pidkamine du XIIe siècle.
- Couvent dominicain de Lviv (en), 1407.

### Uruguay
- Nuestra Señora del Rosario y Santo Domingo à Montevideo (depuis 1947)